# Henri Baurès
Pour les articles homonymes, voir Baurès.
Henri Baurès, né le 26 février 1889 à Paris et mort le 25 septembre 1957 à Toulouse, est un militaire français.
Henri Baurès sert pendant les Première et Seconde Guerres mondiales. Dans le cadre du dernier conflit, il joue un rôle important dans le processus menant à la libération de la France, en participant au plan Giraud.
Général de brigade en 1940, puis général de division en 1942. Sa carrière est brutalement interrompue le 25 décembre 1942 par son arrestation par la police de Vichy et sa mise en résidence surveillée à l’issue de sa détention. Ecarté illégalement de la situation d’active à la libération, à la suite du recours au Conseil d’État, il est réintégré d’office par décret du 12 janvier 1949, J.O. du 14 janvier 1949 : « considéré comme n’ayant cessé d’être en activité de service, et placé dans la deuxième section du cadre de l’État-major général de l’Armée, à compter de la date à laquelle il a atteint la limite d’âge de son grade[source insuffisante] ».
Le général Frère a dit de lui : « Le colonel Baurès, chef d’état-major hors de pair, d’une intelligence extrêmement vive, d’un calme extérieur immuable dans les circonstances les plus tragiques, voyant large et prévoyant loin. Il connaît à fond son personnel qui lui rend son affection, il crée autour de lui un climat d’ordre, de clarté, d’allant et de confiance dans lequel l’esprit d’initiative et la personnalité de ses officiers donnent leur plein rendement. ».

## Biographie

### Origines et formation
Jean-Baptiste Henri Baurès naît à Paris le 26 février 1889. Il est le fils de Paul Baurès et Louise Pendrié, famille originaire de Foix.
Il suit une scolarité classique au lycée Montaigne, puis au lycée Louis-le-Grand. Le patriotisme revanchard issu de la défaite de 1870 le pousse à préparer l’École Spéciale Militaire de Saint-Cyr, où il est reçu en 1910, promotion de la Moskova. En 1913, il en sort avec le grade de sous-lieutenant et est affecté à Laon, au 45e régiment d’infanterie.

### Carrière

#### La Première Guerre mondiale

##### Front de France
Le 2 août 1914, il part au front comme chef de section de cette unité, puis devient commandant de compagnie le 1er octobre. Le 20 mai 1915, il accède au grade de capitaine à titre temporaire. Le 26 septembre 1914, il est blessé d’un éclat d’obus à l’épaule gauche lors d’une bataille à Maricourt. En juillet 1915, il reçoit sa première croix de guerre à la suite des opérations de juin à Quennevières – quatre jours de combats intensifs à l’issue desquels il y a peu de pertes du côté des Français, malgré les difficultés.
Le 26 septembre 1915, alors qu’il effectue une reconnaissance en direction de la chapelle Saint-Rigobert pour préparer une attaque, sa division bivouaquant dans les bois de Bouffignereux, il est blessé dans la région temporale gauche, puis soigné et hospitalisé à Issy-les-Moulineaux.

##### Front d’Orient
En octobre 1915, désireux de rallier au plus vite son régiment parti pour la Serbie, il se rend au ministère et obtient de le rejoindre en Orient. Un large bandeau blanc autour des tempes protégeant sa blessure encore ouverte, il quitte alors Paris mi-novembre pour Marseille. Une quinzaine de jours plus tard, il retrouve sa compagnie, en repli à Topcin (30 km au nord de Salonique). Le colonel Morel, qui commande le régiment, le prend pour adjoint. Pendant cette période, Henri Baurès travaille d’abord à l’état-major du 45e RI à Durmuchli, pendant l’hiver 1915-1916. Il écrit dans ses mémoires, à propos de cette prise de fonctions à l’État-major : « J’avais antérieurement la fierté de commander, je commence à comprendre la passion de servir ». Au printemps, il est ensuite appelé à l’état-major de la 122e division, appartenant au Corps Expéditionnaire français au Proche-Orient, à Karasuli. Le 4 avril 1916, il est nommé capitaine à titre définitif. Après un dernier temps PC du 45e RI à Izvor, de mai à septembre 1916, il est rappelé à l’état-major de la 122e DI jusqu’à la fin de la guerre. Sur ce théâtre d’opérations, il participe à l’organisation de toutes les batailles qui voient s’effondrer des armées germano-bulgares et turques. Il déplore dans un premier temps les mauvaises conditions d’existence de l’armée d’Orient, dues aux décisions de l’État-major de l’armée française. La préparation des opérations visant à constituer un front défensif se concentre autour de Skra-di-Legen, clé de voûte stratégique de la vallée du Vardar. Les moyens matériels arrivent progressivement pendant l’hiver 1917. Une offensive victorieuse a lieu au printemps 1918 à Skra. Une autre offensive a lieu le 16 septembre, permettant le déclenchement d’une offensive générale sur tout le front de Macédoine.
Après la capitulation de l’armée bulgare, il effectue, avec la 122e division, la campagne de Thrace jusqu’à Dimotika, où ils arrivent mi-novembre. Atteint de la grippe espagnole, il apprend la victoire française le 11 novembre 1918 et assiste, quelques semaines plus tard, à la cérémonie de la victoire à Constantinople.

#### L’entre-deux-guerres
Le 11 avril 1919, il est affecté au 3e Bureau de l’État-major de l’Armée. Il accomplit sa scolarité à l’École de Guerre du 2 novembre 1919 au 24 septembre 1921, d’où il sort breveté.
Affecté pour ordre au 103e régiment d’infanterie, il est stagiaire au 1er Bureau de l’État-major de l’Armée et détaché auprès du rapporteur de la loi d’organisation et de la loi des cadres à la Commission de l’Armée au Sénat.
Du 22 mars 1928 au 22 mai 1930, il exerce un temps de commandement de chef de bataillon au 8e régiment d’infanterie, d’abord à Mayence, au camp de Kastel dans le cadre de l’occupation militaire française de la Rhénanie pour en garantir la démilitarisation allemande, puis la deuxième année à Saint-Lô en Normandie.
Il est de nouveau affecté au 1er bureau de l’État-major général de l’Armée, rattaché pour ordre au 5e régiment d’infanterie, mais détaché une fois encore à la Commission de l’Armée au Sénat.
Nommé Lieutenant-Colonel le 25 décembre 1932, il fait partie du 1er bureau de l’État-major général et prend la direction de ce même bureau à partir du 7 avril 1934.
Détaché de ce poste en 1934-1935, il suit la deuxième série des cours du Centre d’études tactiques d’artillerie, puis les cours du Centre des Hautes Études Militaires (C.H.E.M.). Ces études le conduisent à l’État-major du Général Chef d’État-major général de l’Armée, vice-président du Conseil supérieur de la Guerre, à partir du 6 juin 1935, pour un an.
En juin 1936, lors de la victoire du Front populaire, il se serait exclamé : « Blum est au pouvoir, dans deux ans nous avons la guerre… ». Cette phrase résume sa vision de la situation : l’ignorance inquiétante de la conjoncture internationale par la coalition élue et le ralentissement de l’activité industrielle, dont l’armement, à cause des grèves. Convaincu que la guerre se gagnera dans les airs, il déplore par ailleurs le manque d’armement de l’armée française, notamment aérien.
Du 22 mai 1936 au 5 juin 1938, il devient chef de corps du 106e régiment d’infanterie à Reims et y reçoit les cinq galons de Colonel le 24 juin 1937.
De juin 1938 à septembre 1939, il est professeur des cours de tactique générale et d’État-major à l’École supérieure de Guerre en tant que « Hors-cadre de l’État-major ». Cette même année, Albert Lebrun, lors de sa réélection à la Présidence de la République, lui fait offrir la direction militaire de la Maison de l’Élysée. Henri Baurès décline l’offre, trop éloignée de sa conception du métier militaire.

#### La Seconde Guerre mondiale

##### 1940: La résistance de laVIIearmée dans la bataille de France
Le 2 septembre 1939, lors de la déclaration de guerre, Henri Baurès est rappelé à Paris, alors qu’il suit une cure à Capvern-les-Bains pour des problèmes rénaux. Il est alors nommé commandant de la brigade d’infanterie divisionnaire no 41. Cette brigade se fait remarquer, pendant la drôle de guerre, par un coup de main dans la forêt de Warndt aboutissant à la capture de quelques soldats allemands.
Le 29 octobre 1939, Henri Baurès est appelé par le général Giraud, qu’il a connu à Metz, pour constituer l’état-major de la VIIe armée. Lorsque l’armée française, prise par surprise, s’effondre rapidement, la VIIe armée est la seule à ne pas connaître la dislocation, échappant à l’encerclement et se retrouvant en sécurité dans la zone libre à la signature de l’armistice.
Dans un premier temps, la VIIe armée effectue une poussée foudroyante en Belgique et en Hollande. Cette mission, appelée l’« hypothèse Breda », consiste en l’attaque de l’aile gauche pour pénétrer en Belgique et en Hollande. Elle est mise en œuvre avec succès le 10 mai 1940. Mais la dislocation du secteur des Ardennes, due à la poussée allemande soudaine le 11 mai, oblige à revoir le dispositif de défense<.
Dans un second temps, c’est commandé par le général Frère, entre le 19 mai et le 25 juin 1940, que la VIIe armée évite des pertes trop importantes. En effet, le front de l’armée française se rétrécit : le corps des panzers de Guderian atteint Abbeville le 20 mai, coupant les armées alliées en deux tronçons. Les divisions motorisées de Wittersheim assument ensuite la défense du secteur situé le long de la Somme, entre Péronne et Abbeville. La seconde et ultime phase de la campagne de France est déclenchée le 5 juin par une offensive allemande dirigée vers le Sud au-delà de la Somme. Frère prépare un débouché au-delà de la Somme pour reprendre Péronne, mais la VIIe armée est en butte à une attaque allemande les 5 et 6 juin, face à laquelle elle tient ses positions. Ces combats se répliquent le 7 et 8 juin, à Roye. À ce moment-là, Frère reçoit la mauvaise nouvelle de la percée de l’Aisne. En effet, l’armée allemande y effectue une poussée vitale : Kleist et ses blindés foncent par la brèche de l’Aisne vers Dijon et Bordeaux. La retraite de la VIIe armée est décidée pour éviter qu’elle ne soit complètement décimée car ses moyens, auparavant inférieurs à l’ennemi, sont désormais insuffisants. Cette retraite est réussie, dans des conditions périlleuses : 150 000 hommes se déplacent alors que les divisions de Blindés inondent la France et que, sur beaucoup de routes nationales, ils dépassent des colonnes de Français en retraite, nettoyant les nids de résistance. Elle commence le 9 juin et finit le 25 juin, jour de l’armistice, dans la région de Limoges. Repliée sur Limoges, la VIIe armée camoufle du matériel et le général Frère fonde l’Organisation de résistance de l’Armée (O.R.A.) en novembre 1942.

##### 1940-1942: Tête pensante de l’évasion du Général Giraud

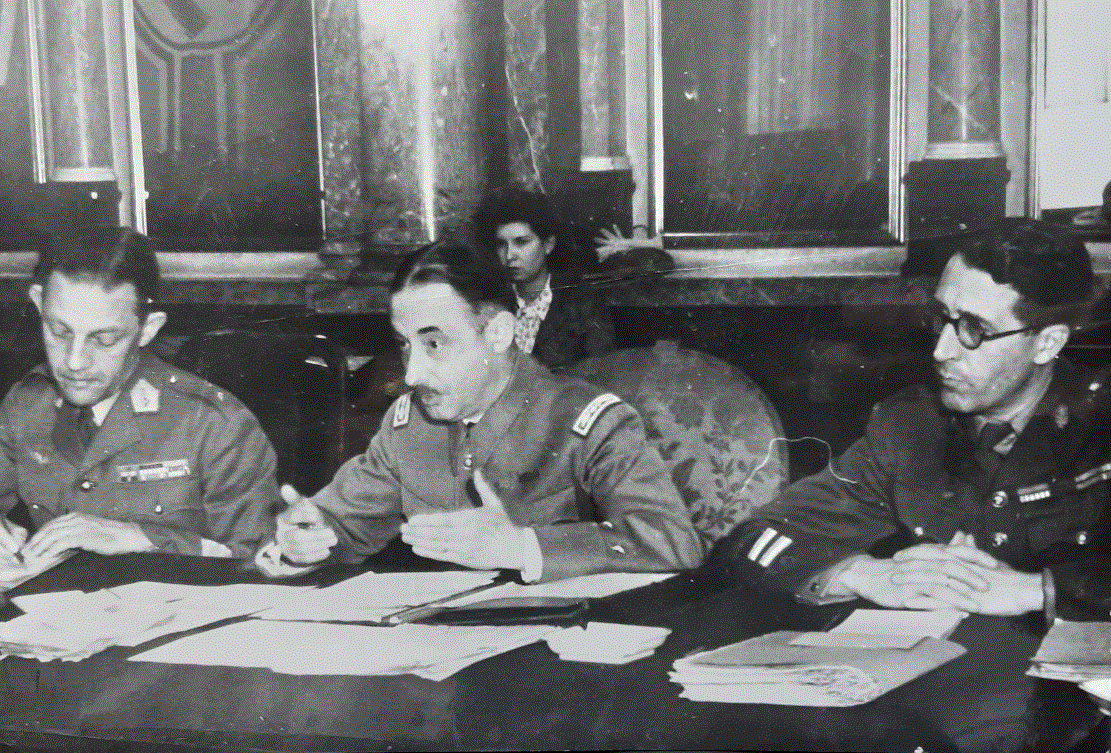
Le général Henri Baurès à la Commission de Wiesbaden.

Le 29 juin 1940, nommé général de brigade, Henri Baurès est représentant des armées de terre à la Commission d’armistice de Wiesbaden. Il lutte pied-à-pied avec son adversaire pour que l'Afrique ne soit pas envahie par les Nazis. Ce qui permettra d'y organiser la préparation de l'insurrection.
Gravement malade en septembre-octobre de la même année, soigné à la polyclinique de Clermont-Ferrand pour une polynévrite, il reçoit comme affectation, une fois rétabli, le commandement du département de Lot-et-Garonne. Cependant, réclamé par le général Frère alors gouverneur militaire de Lyon, il ne rejoint pas Agen et arrive à la 14e division militaire le 10 novembre 1940. Le 1er janvier 1942, il est chargé par Vichy de créer à Lyon un Centre technique d’informations, masquant l'ouverture d’un cours d’État-major formant des officiers français sélectionnés, préparation camouflée d’une armée par Weygand, qui auraient un rôle à jouer le moment venu. Son bureau est situé 68 boulevard des Belges.
Comme l’épouse du général Giraud est réfugiée chez sa fille et son beau-fils à Sainte-Foy et que la famille d’Henri Baurès habite Ecully, des contacts se créent naturellement entre les deux familles, d’où émerge l’idée de faire évader Giraud. Fait prisonnier le 19 mai 1940 pendant la débâcle, ce dernier a aussitôt été incarcéré à la forteresse de Königstein, avec une centaine d’autres généraux et amiraux. De son côté, il réfléchit sans tarder à son évasion, pour laquelle plusieurs complices sont nécessaires.
Un petit groupe s’occupe de préparer le plan d’évasion à Lyon, constitué notamment de la femme du général Giraud, du commandant Granger – gendre du général Giraud -, de sœur Hélène Studler et dirigée par Henri Baurès, tandis que Giraud prépare de son côté les éléments nécessaires. À partir de juillet 1940, ils communiquent par lettres hebdomadaires via Madame Giraud, ou par l’intermédiaire de différents militaires libérés de la forteresse, comme le général Boëll en juillet 1940 et le général Mast. Le plan adopté prend le nom de « plan Denise » : Giraud sortirait de la forteresse par ses propres moyens ; Roger Guerlach, guide parlant couramment allemand et se faisant passer pour un travailleur du S.T.O., le retrouverait à proximité de Königstein avec des affaires civiles et des papiers d’identité, puis le conduirait en train sur le chemin du retour, où ils seraient pris en charge par des réseaux en Alsace afin de parvenir à la zone libre. Le 7 avril 1942, Giraud reçoit une lettre de sa femme lui indiquant la date de son évasion (7 avril à 13h) et une lettre du général Baurès précisant que l’émissaire le connaît et l’attendrait au point fixé avec le code « Morgen Henrich ». Le 22 avril, Henri Baurès reçoit le message indiquant l’arrivée imminente de Giraud à Sainte-Foy : « ce soir, il y aura bridge ! ». Le 28, Giraud et sa famille s’installent à la Verpillère.
Giraud écrit : « Mon évasion n’a pas plu à tout le monde. Je puis affirmer qu’elle en a gêné beaucoup : j’en ai eu les preuves éclatantes. Par contre, je suis sûr qu’elle a réconforté même dans les camps d’Allemagne, où ils ont été brimés à cause de moi, quantité de Français qui cherchaient où étaient le devoir, et qui l’ont clairement discerné à partir de ce moment-là. ». Effectivement, Hitler est furieux de cette évasion : il promet une prime de 100 000 reichsmarks (2 millions de francs) à quiconque le livrera mort ou vif. Le 29 avril, Laval demande alors à Giraud de renoncer à son évasion en retournant se constituer prisonnier en Allemagne, afin de faciliter sa politique de collaboration. Face au ferme refus du général, Laval décide de ternir sa réputation, en imputant à son évasion la responsabilité de la fin des rapatriements de prisonniers, dans une allocution radiophonique.

##### 1942: Agent auprès des Américains dans le plan Giraud
N’ayant plus de rapports avec Vichy, Giraud va trouver le général Weygand, près d’Aix-les-Bains le 17 juin 1942. Se sentant trop vieux pour une telle responsabilité, ce dernier pousse Giraud à prendre la tête d’un mouvement de libération, appuyé par l’armée d’armistice et des forces françaises en Afrique. Le 19 juin, pour présider la réunion des Anciens de la VIIe armée, Giraud est reçu par la famille Baurès, à Toulouse. Au cours de cette réunion, Giraud rencontre les anciens officiers de la VIIe armée et le général Frère, qui lui a succédé, ainsi qu’Henri Baurès, Chesnelong, Nettinger, l’abbé Lasalle et le colonel Schmitt, refusant d’admettre la soumission à Pierre Laval commandée par le Maréchal Pétain. Quelque peu ostentatoire, cette réunion affiche au grand jour la connivence de Baurès avec Giraud. Puis, Giraud rencontre le général de Lattre à Montpellier.
Selon la vision de Giraud, la libération de la France nécessitera l’aide des États-Unis. En effet, l’année 1942 marque un tournant dans la progression des forces allemandes. La Russie résiste opiniâtrement à leur invasion, ce qui laisse penser à Giraud que l’Allemagne ne peut plus être victorieuse sur le front russe. Les troupes y sont fatiguées et ont peur, à cause de mauvaises décisions prises par Hitler. Ainsi, au début de l’invasion en juin 1941, Hitler favorise les plaines agricoles d’Ukraine et les zones industrielles du Dniepr inférieur au lieu d’un axe central et unique vers Moscou, prôné par son haut-commandement. Il manque la destruction du gros de l’Armée rouge avant le Dniepr et reste désemparé, puis se concentre sur le nettoyage du sud avant d’atteindre Moscou. Ce n’est qu’après la victoire de l’encerclement de Kiev qu’il laisse ses généraux reprendre l’opération visant Moscou, face à l’Armée rouge, endurante et montant très vite en compétence. L’offensive contre Moscou commence le 2 octobre, l’attaque est lancée le 2 décembre 1941 : lancée trop tard, elle est bloquée par l’hiver. Celui-ci force Hitler à la retraite générale jusqu’à Ougra le 4 janvier, tandis que les Russes menacent leurs positions et leurs communications. Selon Giraud, l’armée française doit donc s’appuyer sur les Alliés pour s’équiper et être soutenu après la victoire et ainsi prévoir un débarquement sur les côtes méditerranéennes françaises.
Dans ce plan, le rôle d’Henri Baurès consiste à rencontrer les Américains pour obtenir leur participation, le président Roosevelt ayant tenté de rentrer en contact avec Giraud au cours des mois d’avril et de mai 1942. Partant de Lyon le 16 juillet 1942, Henri Baurès se rend en civil et avec sa voiture personnelle au 2e Bureau de l’État-major de l’Armée de Vichy, où un messager lui indique de se rendre dans la forêt de Randan, massif boisé situé au sud de Vichy. Au point fixé, Henri Baurès rencontre un diplomate américain chargé de transmettre le mémorandum de Roosevelt, qu’il lui lit à haute voix. Ce dernier contient la décision des États-Unis de combattre contre l’Axe et propose au général Giraud d’y jouer un rôle, aux côtés des Américains. De son côté, Henri Baurès remet à l’officier une offre de service de Giraud proposant de se mettre à la tête des armées françaises, une fois reconstituées, afin de libérer la France et les pays européens du joug allemand. Elle contient quatre conditions :
- Le rétablissement de la France dans toutes ses frontières de 1939 ;
- La souveraineté française partout sur le territoire national où l’armée française combattrait ;
- La garantie que les fonctions de commandant en chef soient assurées par le général Giraud là où des troupes françaises seraient engagées ;
- La parité du franc par rapport au dollar alignée sur la parité de la livre par rapport au dollar.

Quelques jours plus tard, Mademoiselle Constance Harvey, émissaire du consulat général américain à Berne, rencontre directement Giraud à Lyon. Ce dernier lui remet le même message qu’il a fait remettre au général Baurès. Ce deuxième document revient finalement à Giraud, marqué de deux lettres « OK » et de la signature de Roosevelt lui-même. Une lettre plus officielle parvient ensuite à Giraud par le canal de l’ambassade américaine.
Le débarquement des Américains en Afrique du Nord est prévu au printemps 1943 mais le 2 novembre, Giraud reçoit un télégramme de Roosevelt l’informant du débarquement en Afrique le 8 novembre. Giraud est pris de court mais accepte le lendemain et décide de partir. Il désigne le général Frère comme successeur à la tête de l’armée intérieure.
Déclenchée par cet incident, l’invasion de la zone libre a lieu le 8 novembre 1942. Prévenu par téléphone en pleine nuit, Henri Baurès descend à Lyon à son bureau, 68 boulevard des Belges, pour brûler tous les papiers relatifs au plan d’action.
La mise en œuvre du plan Giraud permet ensuite la reconstitution de l’Armée d’Afrique, plus généralement d’une Armée française, qui permet aux Français de participer aux opérations anglo-américaines en Tunisie et en Italie.

##### 1943: Détention à Évaux-les-Bains
Après le départ précipité de Giraud pour l’Algérie, Henri Baurès aurait tenté de l’y rejoindre, mais il est arrêté le 25 décembre 1942 par la police de Vichy, sur l’ordre du général Bridoux, incarcéré à Evaux-les-Bains, dans la Creuse, à l’hôtel des thermes reconverti en prison d’État pour indésirables, avec d’autres personnalités politiques comme Edouard Herriot. Alors interrogé par Roger Stéphane, il est optimiste sur la suite des événements et voit la campagne de Tunisie achevée rapidement. Il pense que les Anglais ne pourront débarquer qu’après l’action des Alliés dans les Balkans, afin de ne pas être rejetés à la mer.
En avril 1943, il est mis en libération conditionnelle. Le gouvernement de Vichy souhaite en effet mettre les prisonniers militaires à l’abri d’une déportation allemande, comme celle de personnalités politiques d’Evaux-les-Bains qui vient d’advenir. Henri Baurès choisit la propriété de son beau-frère et de sa sœur à Samatan, en mai 1943. Sa famille quitte Ecully pour le rejoindre. Après l’été, il s’installe incognito à Toulouse, rue de la Dalbade. Il ronge son frein d’inaction et écoute la radio de la Suisse romande dont les commentaires assez précis du journaliste René Payot, jusqu’à la fin de la guerre.

#### L’après-guerre
En 1945, Henri Baurès gagne Paris dès qu’il le peut pour rejoindre le ministère de la Guerre afin de se remettre à la disposition de l’Armée. Il ne reçoit pas d’affectation et un décret le met au cadre de réserve par anticipation, à 55 ans, alors que les généraux servent normalement jusqu’à 60 ans. Il s’agirait d’un règlement de comptes personnel du général De Gaulle en réaction à ses remarques sévères à propos de Vers l’armée de métier. En effet, le Général Henri Baurès avait été mandaté par le Ministère de la Guerre pour faire la critique de l'Armée de métier. Pour le Général Henri Baurès la guerre des chars était une utopie car la France possédait 1h d'avion pour 50h en Allemagne.
Face à cette injustice, il intente un recours au Conseil d’État pour attaquer cette décision illégale. Sur simple avis du Commissaire du gouvernement, en raison de l’illégalité évidente du dossier, ce dernier est envoyé à la Présidence de la République. Un nouveau décret le rétablit dans son activité, mais il ne le reçoit qu’au jour de ses 60 ans. Pour ce Général passionné par le service de son pays, cet empêchement de pouvoir rendre utile plus longtemps est une réelle souffrance.
Pendant les douze années qui suivent, il partage alors son temps entre la gestion d’une société de distribution de matériel électrique fondée avec quelques amis (la S.E.S.C.U.R.) et l’Aumônerie militaire de la Ve Région. À cet égard, il co-fonde le pèlerinage militaire à Lourdes avec l’abbé Besombes. La famille Baurès reste liée au général Giraud, qui se rend chaque année dans l’hôtel familial au 21, rue de la Dalbade.
Début septembre 1953, en se rendant à un congrès des aumôneries militaires à Dijon, il est victime d’une attaque. Paralysé partiellement pendant deux semaines, il devient complètement aphasique tout en restant parfaitement lucide, jusqu’à son décès le 25 septembre 1957 à Toulouse, à l’âge de 68 ans.

### Vie privée
Marié le 7 septembre 1925 à Toulouse avec Alix Favatier, Henri Baurès a eu 4 enfants (Françoise, Paul-Serge, Marguerite-Marie, Chantal).
Pendant la Seconde Guerre mondiale, la famille du Général Baurès, restée en métropole, s’est d’abord réfugiée à Ecully, dans la banlieue lyonnaise. Après l’évasion du Général Giraud, des policiers en civil viennent régulièrement demander aux enfants Baurès s’ils savent où se trouve ce dernier. Lors de sa libération conditionnelle, la famille quitte Ecully pour Samatan à l’été 1943, chez son beau-frère et sa sœur, avant de rejoindre incognito l’hôtel familial de la rue de La Dalbade à Toulouse. Après le débarquement en Normandie le 6 juin 1944, toute la famille se réfugie à Ayguevives, à une vingtaine de kilomètres de Toulouse. Il se font alors connaître sous le nom de Baure, Henri Baurès inventant une profession de couverture, se faisant probablement passer pour un commerçant en tissu.

## Décorations
- Commandeur de la Légion d'honneur[35]
- Croix de guerre 1914–1918 (5 citations)
- Croix de guerre 1939–1945 (1 palme)
- Croix du combattant volontaire 1914–1918
- Croix du combattant
- Médaille commémorative du Maroc
- Médaille commémorative de la guerre 1914–1918
- Médaille interalliée de la Victoire
- Commandeur de l'ordre du Ouissam alaouite
- Chevalier de l'ordre de l'Aigle blanc
- Croix de guerre (Belgique)
- Croix de guerre (Grèce)